# Obavještajni koledž u Europi
Obavještajni koledž u Europi, kratica ICE (od engl. Intelligence College in Europe), jest međuvladino tijelo, neovisno od institucija Europske unije, koje je službeno predstavljeno 5. ožujka 2019. u Parizu. ICE-ov cilj je povezati sve obavještajne zajednice (civilne, vojne, unutarnje, vanjske i tehničke službe) europskih zemalja, nacionalne i europske donositelje odluka te akademsku zajednicu, kako bi potaknuo strateško razmišljanje i tako razvio zajedničku obavještajnu kulturu.
Koledžu su se priključila dva zagrebačka fakulteta: Filozofski fakultet i Fakultet političkih znanosti.

## Povijest
U govoru o budućnosti Europe, koji je održao 27. rujna 2017. na Sorbonni, predsjednik Francuske Republike Emmanuel Macron iznio je ideju nastanka „Europske obavještajne akademije“ kao počela zajedničke strateške kulture.
 

Macron je posebno istaknuo:
„Ono što najviše nedostaje današnjoj Europi, ovoj Europi obrane, zajednička je strateška kultura. [...] Mi nemamo iste kulture, bilo da je riječ o onim parlamentarnim, povijesnim ili političkim, a nemamo ni iste slabosti. I to nećemo promijeniti u jednome danu. Ali sada predlažem da pokušamo izgraditi tu kulturu zajedno, kroz europsku inicijativu [...] kojoj je cilj razvijanje ove zajedničke strateške kulture. [...] Stoga bih volio svjedočiti osnivanju Europske obavještajne akademije, koja bi edukacijom i razmjenom ojačala veze među našim zemljama.

Emmanuel Macron inicijativu je preimenovao u „Obavještajni koledž u Europi“ na njezinoj svečanoj inauguraciji u Parizu 5. ožujka 2019. Svečanosti su prisustvovali visoki predstavnici šezdeset i šest obavještajnih službi iz trideset europskih zemalja. Među njih je bilo 27 država članica EU-a te Norveška, Ujedinjeno Kraljevstvo i Švicarska. 
Dana, 26. veljače 2020. dvadeset i tri zemlje sastale su se u Zagrebu kako bi potpisale pismo namjere kojim se trajno formalizira postojanje Obavještajnog koledža u Europi i utvrđuje njegov upravljački okvir. Te dvadeset i tri zemlje čine: Austrija, Belgija, Hrvatska, Cipar, Češka, Danska, Estonija, Finska, Francuska, Njemačka, Mađarska, Italija, Latvija, Litva, Malta, Nizozemska, Norveška, Portugal, Rumunjska, Slovenija, Španjolska, Švedska i Ujedinjeno Kraljevstvo. 
Od 30 zemalja koje su se prvotno sastale u Parizu 5. ožujka 2019., sedam ih je odabralo status partnera, koji je manje ograničavajući, ali im ipak omogućava sudjelovanje u određenim aktivnostima. To su: Bugarska, Grčka, Irska, Luksemburg, Poljska, Slovačka i Švicarska. Ove zemlje imaju mogućnost u budućnosti postati članice Koledža potpisivanjem Pisma namjere.
U svibnju 2023. Bugarska se pridružila Koledžu kao punopravna članica.

## Organizacija
Obavještajni koledž u Europi funkcionira na tri razine: 
- Upravljački odbor - tijelo koje donosi odluke u ime zemalja članica,

- Predsjedništvo - jednom godišnje preuzima ga jedna članica, a u radu mu pomaže Trojka koju zajedno čine bivše, sadašnje i buduće predsjedništvo,

- Stalno tajništvo - zaduženo je za provedbu odluka, a sjedište mu je u École Militaire u Parizu.

Popis predsjedanja Obavještajnim koledžom u Europi:
- Croatia - statement by Director General of SOA, Mr. Daniel Markić (2020., na engleskom jeziku),
- United Kingdom - Declaration of Mrs. Beth Sizeland (2021., na engleskom jeziku),
- Italy - Message of Ambassador Elisabetta Belloni (2022., na engleskom jeziku
- Romania - Message of Professor Adrian Ivan (2023., na engleskom jeziku).

Popis ravnatelja Stalnog tajništva:
- Yasmine Gouédard (2020.-2022.)
- François Fischer (od 2022.)

## Ciljevi
Obavještajni koledž u Europi želi potaknuti strateško razmišljanje i razviti zajedničku obavještajnu kulturu kroz:
- promidžbu razmjene iskustava i profesionalnih kultura;
- podizanje razine svjesnosti o obavještajnim izazovima;
- povezivanje akademskih, obavještajnih i civilnih zajednica.

## Aktivnosti
Koledž nudi tri vrste aktivnosti u organizaciji zemalja članica:
- tematski seminari i webinari
- programi informiranja
- akademski program.

U provedbi ovih aktivnosti ICE se oslanja na svoju Akademsku mrežu.